# Carole Bouquet
Carole Bouquet (Neuilly-sur-Seine, 18 agosto 1957) è un'attrice ed ex modella francese, che ha preso parte a più di 40 film a partire dal 1977.

## Biografia
Figlia di genitori separati, Robert Bouquet e Micha Bayle, cresce con la sorella Laurence e il padre, ingegnere, e anni dopo ricorderà la sua infanzia come noiosa. Inizia gli studi universitari alla Sorbona che abbandona poco dopo per dedicarsi alla recitazione.
Dopo una apparizione in una serie televisiva debutta nel cinema a vent'anni, nel 1977, grazie al regista spagnolo Luis Buñuel, che la sceglie per interpretare la protagonista del suo classico del surrealismo, Quell'oscuro oggetto del desiderio, insieme ad Ángela Molina. La sua bellezza elegante, di tipo classico, la impone rapidamente all'attenzione internazionale e viene scelta per affiancare Roger Moore nel ruolo della Bond girl greca Melina Havelock nel film Solo per i tuoi occhi (1981), appartenente alla saga di James Bond (ruolo che era stato inizialmente proposto a Ornella Muti).
In seguito continua a recitare in film di primo piano in Europa per tutti gli anni ottanta, lavorando spesso anche in Italia (diretta da registi come Pasquale Festa Campanile, Carlo Vanzina, Dino Risi, Giorgio Treves e Francesco Nuti), mentre successivamente la sua carriera si sviluppa prevalentemente in Francia.
Negli anni ottanta e novanta è stata testimonial per il famoso profumo Chanel N.5. Nel 1989 ha vinto il Premio César per la migliore attrice per l'interpretazione di Clara in Troppo bella per te!; era stata in precedenza candidata allo stesso premio nel 1984, come attrice non protagonista per la sua interpretazione de Il desiderio e la corruzione. Nel 1999 è stata membro della giuria della quarta edizione del Festival internazionale del cinema di Shanghai. Dalla fine degli anni '90 riprende ad apparire in serie televisive (fra cui un episodio di Sex and the City nel 2004). Negli anni duemila è presente con una certa regolarità anche sulle scene teatrali francesi.
Con l'attore Gérard Depardieu (suo ex compagno) e lo scrittore Jean-Claude Carrière ha creato il festival "Un réalisateur dans la ville" che si svolge nella città di Nîmes. Ogni anno a fine luglio vengono presentati 5 film di un regista che partecipa alla manifestazione con i suoi attori. Nel 2014 è tra i protagonisti della miniserie Rosemary's Baby, produzione statunitense ma ambientazione parigina e della serie prodotta da France 2 Les Hommes de l'ombre.

## Vita privata

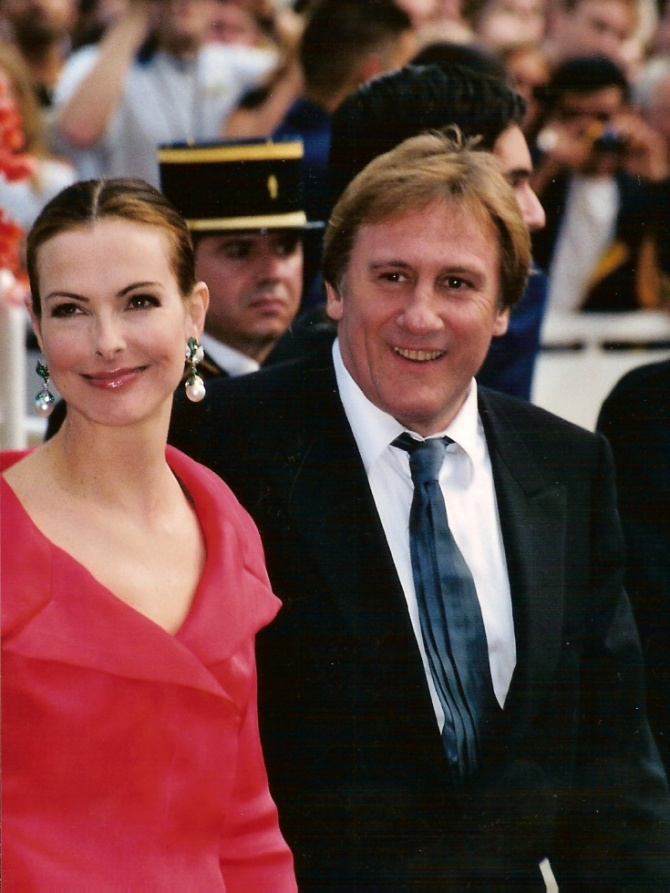
Carole Bouquet con Gérard Depardieu al Festival di Cannes 2001

Carole Bouquet è vedova dal 1985 del produttore francese Jean-Pierre Rassam dal quale ha avuto un figlio, Dimitri, che ha sposato Charlotte Casiraghi; Carole Bouquet è pertanto consuocera di Caroline di Monaco. Nel 1987, dall'unione con il regista e fotografo Francis Giacobetti, nasce il secondo figlio Louis.
Dal 1997 al 2005 ha avuto una relazione con l'attore Gérard Depardieu, con il quale aveva spesso condiviso lo stesso set. A maggio 2014, durante il festival di Cannes, ha ufficializzato il suo legame con Philippe Sereys de Rothschild, discendente del cosiddetto ramo inglese della famosa famiglia.
Molto legata all'Italia, dove ha vissuto durante gli anni ottanta, parla italiano e possiede una villa e dieci ettari di vigneto a Pantelleria, in contrada Serraglia, in cui produce il vino "Sangue d'oro", un Passito di Pantelleria.

## Filmografia

### Cinema

Carole Bouquet ed Adriano Celentano in Bingo Bongo (1982)

- Quell'oscuro oggetto del desiderio (Cet obscur objet du désir), regia di Luis Buñuel (1977)
- Buffet freddo (Buffet froid), regia di Bertrand Blier (1979)
- Il cappotto di Astrakan, regia di Marco Vicario (1979)
- Blank Generation, regia di Ulli Lommel (1980)
- Solo per i tuoi occhi (For Your Eyes Only), regia di John Glen (1981)
- Tag der Idioten, regia di Werner Schroeter (1981)
- Bingo Bongo, regia di Pasquale Festa Campanile (1982)
- Mystère, regia di Carlo Vanzina (1983)
- Dagobert (Le bon roi Dagobert), regia di Dino Risi (1984)
- Il desiderio e la corruzione (Rive droite, rive gauche), regia di Philippe Labro (1984)
- Nemo, regia di Arnaud Sélignac (1984)
- Spécial police, regia di Michel Vianey (1985)
- La coda del diavolo, regia di Giorgio Treves (1986)
- Double messieurs, regia di Jean-François Stévenin (1986)
- Jenatsch, regia di Daniel Schmid (1987)
- New York Stories, regia di Woody Allen, Francis Ford Coppola, Martin Scorsese (1989)
- Troppo bella per te! (Trop belle pour toi), regia di Bertrand Blier (1989)
- Donne con le gonne, regia di Francesco Nuti (1991)
- Tango, regia di Patrice Leconte (1993)
- Il sosia (Grosse fatigue), regia di Michel Blanc (1994)
- Il sogno di Kate (A Business Affair), regia di Charlotte Brandstrom (1994)
- Poussières d'amour - Abfallprodukte der Liebe, regia di Werner Schroeter (1996)
- Lucie Aubrac - Il coraggio di una donna (Lucie Aubrac), regia di Claude Berri (1997)
- La cliente (En plein coeur), regia di Pierre Jolivet (1998)
- Un pont entre deux rives, regia di Frédéric Auburtin e Gérard Depardieu (1999)
- Wasabi, regia di Gérard Krawczyk (2001)
- Baciate chi vi pare (Embrassez qui vous voudrez), regia di Michel Blanc (2002)
- Blanche, regia di Bernie Bonvoisin (2002)
- Vendette di famiglia (Bienvenue chez les Rozes), regia di Francis Palluau (2003)
- Luci nella notte (Feux rouges), regia di Cédric Kahn (2004)
- Les fautes d'orthographe, regia di Jean-Jacques Zilbermann (2004)
- Lavori in casa (Travaux, on sait quand ça commence...), regia di Brigitte Roüan (2005)
- L'enfer, regia di Danis Tanović (2005)
- Nordeste, regia di Juan Diego Solanas (2005)
- Aurore, regia di Nils Tavernier (2006)
- Un ami parfait, regia di Francis Girod (2006)
- Si c'était lui..., regia di Anne-Marie Etienne (2007)
- I ragazzi di Timpelbach (Les Enfants de Timpelbach), regia di Nicolas Bary (2008)
- Les hauts murs, regia di Christian Faure (2008)
- Je vais te manquer, regia di Amanda Shters (2009)
- Le mystère, regia di Jean-Teddy Filippe (2010)
- Protéger et servir, regia di Éric Lavaine (2010)
- Libre échange, regia di Serge Gisquière (2010)
- Impardonnables, regia di André Téchiné (2011)
- Tutti pazzi in casa mia (Une heure de tranquillité), regia di Patrice Leconte (2014)
- Amanti & tradimenti (Voyez comme on danse), regia di Michel Blanc (2018)
- L'hotel degli amori smarriti (Chambre 212), regia di Christophe Honoré (2019)
- Fantasie (Les Fantasmes), regia di David e Stéphane Foenkinos (2021)
- Il mio amico Tempesta (Tempête), regia di Christian Duguay (2022)

### Televisione
- La famille Cigale – miniserie TV (1977)
- Les rebelles, regia di Pierre Badel – film TV (1977)
- L'oeil de la nuit – serie TV (1979)
- Il rosso e il nero (Le Rouge et le noir) – miniserie TV (1997)
- Bérenice, regia di Jean-Daniel Verhaeghe – film TV (2000)
- I gioielli di Madame de (Madame de...), regia di Jean-Daniel Verhaeghe – film TV (2001)
- Ruy Blas, regia di Jacques Weber – film TV (2002)
- Sex and the City – serie TV, episodio 6x20 (2004)
- L'éloignement, regia di Emmanuel Murat – film TV (2009)
- Rosemary's Baby – miniserie TV, 2 puntate (2014)
- Les hommes de l'ombre – serie TV (2014)
- La Mantide (La Mante) – miniserie TV, 6 episodi (2017)
- Occhi di gatto – serie TV (2024)

## Riconoscimenti
- Premio César
  - 1985 – Candidatura alla migliore attrice non protagonista per Il desiderio e la corruzione
  - 1990 – Migliore attrice per Troppo bella per te!

- Stockholms filmfestival
  - 2005 – Miglior attrice per Nordeste

## Doppiatrici italiane
Nelle versioni in italiano delle opere in cui ha recitato, Carole Bouquet è stata doppiata da:
- Emanuela Rossi in Solo per i tuoi occhi, Bingo Bongo, L' enfer
- Roberta Paladini in Quell'oscuro oggetto del desiderio
- Livia Giampalmo in Il cappotto di Astrakan
- Maria Pia Di Meo in Mystère
- Paila Pavese in Donne con le gonne
- Claudia Catani in Wasabi
- Roberta Greganti in Luci nella notte
- Rosalba Caramoni in Travaux - Lavori in casa
- Marina Thovez ne L'hotel degli amori smarriti
- Angiola Baggi ne Il rosso e il nero
- Silvia Pepitoni in La Mante
- Roberta Pellini in Rosemary's Baby
- Liliana Sorrentino in Il mio amico Tempesta
- Melina Martello in Tutti pazzi in casa mia